# قرية الشراكسة
قرية الشراكسة أو منطقة الشراكسة أو باللغة الشركسيّة (Адыгэхэр Къоджэ) إحدى أحياء أو قرى منطقة مصراتة في شعبية مصراتة في ليبيا، تقع في غرب وسط مصراتة وعلى بعد 7 كيلومتر تقريباً ومجاورة للمدينة الرياضيّة. وهي تقع شمال منطقة الغيران، وأغلبيّة سكانها كانوا من قبيلة الشراكسة الليبيّة التي هاجر أجدادها إلى ليبيا منذ مئات السنين من مناطق شمال القفقاس نتيجة للإبادة الجماعية الشركسية والحروب التوسعية التي شنتها الإمبراطورية الروسية في المنطقة أُضطُرَّ الكثير من الشركس إلى الهجرة إلى الأراضي العثمانية أو الروسية بعد حروب وقلاقل استمرت أكثر من مائة عام ومن ثم استقروا بها نهائياً.